# Cleebourg
Cleebourg (Duits: Kleeburg) is een gemeente in het Franse departement Bas-Rhin (regio Grand Est) en telt 667 inwoners (2019). De plaats maakt deel uit van het arrondissement Haguenau-Wissembourg.

## Historie
zie Palts-Kleeburg

## Geografie
De oppervlakte van Cleebourg bedraagt 10,6 km², de bevolkingsdichtheid is 63,0 inwoners per km².
De onderstaande kaart toont de ligging van Cleebourg met de belangrijkste infrastructuur en aangrenzende gemeenten.

## Demografie
Onderstaande figuur toont het verloop van het inwonertal (bron: INSEE-tellingen).